# Adrienne Armstrong
 (mars 2011).
Adrienne « Adi » Armstrong (née Adrienne Ilene Nesser le 6 octobre 1969, à Minneapolis, Minnesota) est la cofondatrice du label Adeline Records, de la ligne de vêtements  Adeline Street (aujourd'hui dissoute) et cofondatrice et propriétaire de Atomic Garden (une boutique écologique à Oakland, en Californie). Elle est mariée à Billie Joe Armstrong, chanteur/guitariste du groupe Green Day, depuis 1994. Le surnom d'Adrienne est Adi (et non pas Adie ou Addie), ou 80 (le nombre 80 se prononçant 'adi' en anglais américain). Adrienne Armstrong est diplômée en sociologie. Elle a étudié à l'université du Minnesota (Minnesota State University, Mankato). Elle a une sœur : Natalie Nesser (qui est photographe), et deux frères : Aaron Nesser et Steve Nesser (skateboarder).

## Relation avec Billie  Joe Armstrong
Adrienne a rencontré Billie Joe à un concert de Green Day, à Dinkytown, dans le Minnesota, durant la première tournée du groupe, en 1990. Elle a d'ailleurs demandé au jeune chanteur, où elle pourrait obtenir l'album de Green Day. Les deux ont commencé à communiquer par téléphone, et Adrienne parlait de ses cours de sexualité humaine à Billie Joe. Le premier baiser entre les deux ammènera Billie Joe à écrire la chanson 2,000 Light Years Away, présente sur l'album Kerplunk!, paru en 1992. La relation longue distance entre Billie Joe et Adrienne finit par se dissoudre, et Adrienne se fiança à Billy Bisson, leader d'un groupe du Minnesota, The Libido Boyz, mais ils ne se marièrent finalement pas. Après avoir organisé de nombreuses visites dans le Minnesota dans le but de revoir Adrienne, Billie Joe la demanda en mariage en 1994, et lui demanda également de venir habiter avec lui en Californie. La chanson Westbound Sign, présente sur l'album Insomniac (1995), parle du fait qu'Adrienne ait dû tout quitter et qu'elle ait dû s'adapter en Californie. Billie Joe et Adrienne se marièrent le 2 juillet 1994, deux semaines seulement après que Billie Joe a demandé la main de la jeune femme. La cérémonie a duré dix minutes (du fait que les futurs mariés, tellement angoissés par la cérémonie, s'étaient saoulés à la bière juste avant), dans la cour de la propriété de Billie Joe, avec différentes religions représentées. Billie Joe se souvient de leur mariage : "Adrienne venait de recevoir cette vieille robe miteuse, et nous nous sommes mariés dans ma cour". Le lendemain du mariage, Adrienne découvrit qu'elle était enceinte. Leur premier enfant, Joseph "Joey" Marcicano Armstrong, née le 28 février 1995. Leur deuxième enfant, Jakob Danger Armstrong, née le 12 septembre 1998.

## Relation avec les fans de Green Day
Adrienne Armstrong est globalement très appréciée des fans de Green Day, qui l'aiment surtout pour sa sympathie et son naturel. On trouve même des blogs entièrement dédiés à Adrienne. Lors de concerts de Green Day ou d'autres évènements comme l'American Idiot Musical à Broadway en 2010/2011, beaucoup de fans du groupe vont à la rencontre d'Adrienne afin d'en obtenir un autographe et/ou de prendre une photo avec elle, ce qu'Adrienne ne refuse jamais. D'ailleurs, une fan est même allée jusqu'à se faire signer, sur son bras, un autographe d'Adrienne, se faisant ensuite tatouer l'autographe. Sur son compte Twitter, Adrienne a commenté le tatouage : "Ce tatouage est... incroyable ! Je me sens tellement honorée !"

## Adeline Street
Adrienne a commencé sa carrière dans la mode à l'âge de 17 ans, alors qu'elle travaillait dans un magasin de vêtements recyclés à Minneapolis, dans le Minnesota.
En parlant de ses premières expériences avec la création de vêtements dans une interview en juin 2006, Adrienne déclare qu'elle "avait une idée précise de [son] propre style et a toujours travaillé sur la création de vêtements qu'[elle] aime, indépendamment de toute tendance." Elle a également travaillé à la Minnesota State Fair à un stand de perles à Heritage Square en 1991 ou 1992. Adrienne dit avoir un "sens éclectique de la mode" et a plusieurs fois déclaré qu'elle et son mari "portent les choses qu'[ils] aiment, peu importe si elles viennent d'un magasin bon marché, de chez Target, ou de chez [Christian] Dior." La chanson de Green Day "Fashion Victim", parue sur l'album Warning: en 2000, parle de la quantité de temps et d'argent que les gens dépensent juste pour être à la mode. Interrogée sur l'importance de la mode dans le punk, Adrienne dit : "Je ne pense pas vraiment que la mode est si importante que cela. Il y a certainement des gens qui pensent que tout est une question de mode, du code vestimentaire punk aux vêtements griffés haut de gamme. Je n'aime pas les étiquettes en général, c'est trop restrictif. J'aime être à un concert punk merdique autant que d'être à des remises de prix fantaisistes, et je ne m'habille pas de façon à m'intégrer à la mode. Je porte juste ce que j'aime, peu importe où je suis ou ce que je vais faire." Adeline Street a démarré en février 2005, en tant qu'extension d'Adeline Records, et est rapidement passé de simples vents de merchandising de groupes de rock en une ligne complète de vêtements pour hommes et femmes.

## Engagement écologiste etAtomic Garden
En avril 2007, Adrienne, son mari Billie Joe et leurs deux fils ont fait du bénévolat auprès d'Habitat for Humanity International, en rénovant des habitations à La Nouvelle-Orléans pendant trois jours, à la suite de l'ouragan Katrina.
Adrienne Armstrong travaille étroitement avec NRDC, un organisme écologique. Elle a fait une vidéo pour aider à sensibiliser les gens aux choses du quotidien qu'ils peuvent faire pour protéger l'environnement. Le site Green Day + NRDC donne aussi l'occasion aux visiteurs du site de s'impliquer dans des causes environnementales.
En Novembre 2007, elle s'est associée à Jamie Kidson en ouvrant la boutique Atomic Garden, situé au 5453, College Avenue à Oakland, en Californie. On y trouve des vêtements et du linge de maison écologiques. Dans un podcast récent avec Vickie Howell, Adrienne a parlé d'Atomic Garden, ainsi que de ses autres travaux environnementaux en cours.